# Luis Pescetti
Luis María Pescetti (San Jorge, 15 de janeiro de 1958) é um escritor, músico e cantor argentino vencedor do Grammy Latino.  

## Biografia
Luis Maria Pesetti nasceu em 15 de janeiro de 1958 em San Jorge, Santa Fe. Recebeu diversos honrarias como o Prêmio Casa de las Américas em 1997, o Prêmio The White Ravens nos anos de 1998, 2001 e 2005 (dado pela Internationale Jugendbibliothek) e três Prêmios Gardel. Em 2010, ganhou o Grammy Latino de Melhor Álbum Infantil do Ano, e o Grande Prêmio ALIJA dado pelo Conselho Internacional de Livros para Jovens da Argentina por Cartas al Rey de la Cabina. Em 2011 recebeu o Prêmio Konex por seu trabalho na área de literatura e música infanto-juvenil.

## Discografia

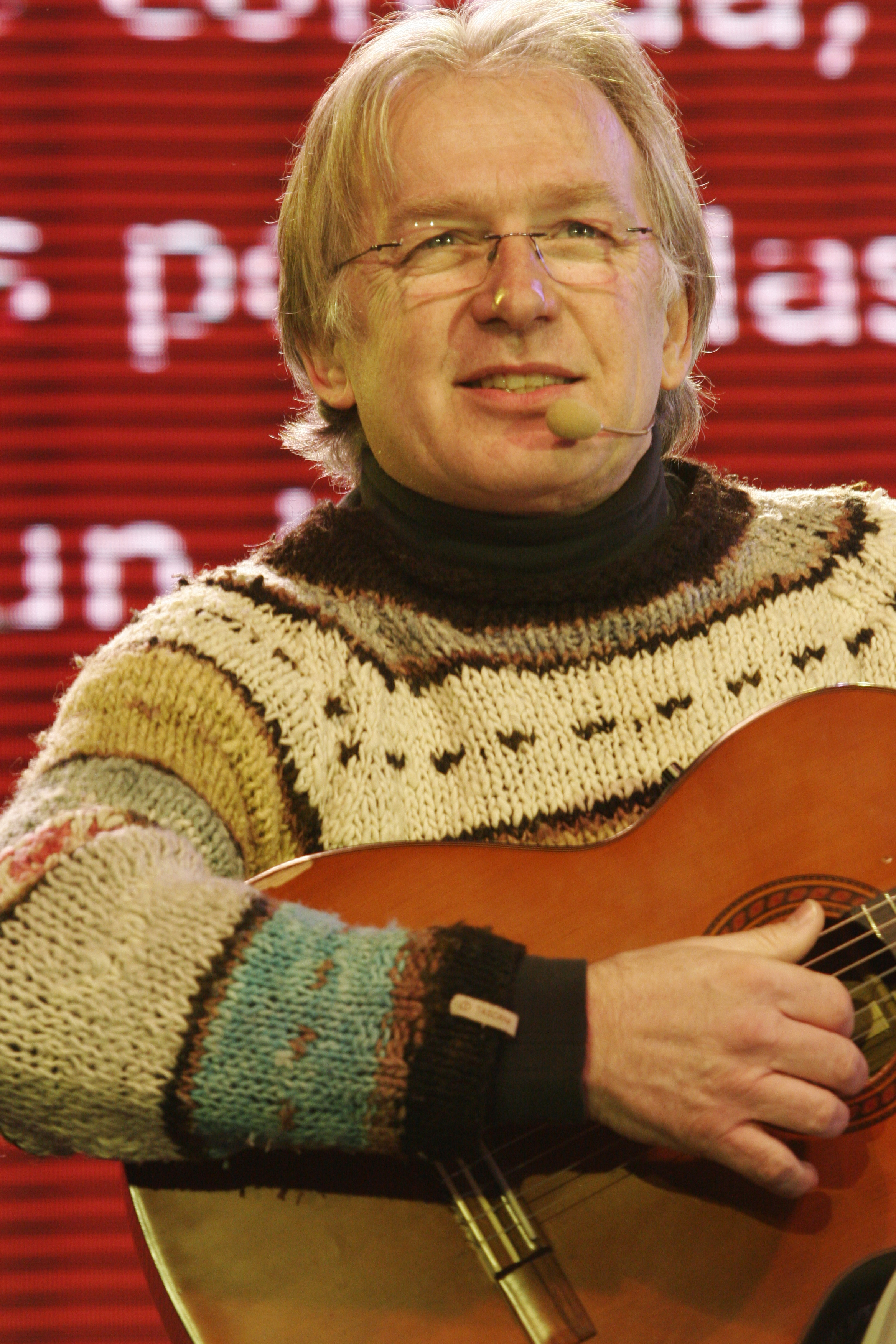
Pescetti em 2011.

- El vampiro negro (1999)
- Casette pirata (2001)
- Antología de Luis Pescetti (2003)
- Bocasucia (2004)
- Qué público de porquería (2005)
- Inútil insistir (2008)
- Cartas al Rey de la Cabina (2010)
- Tengo mal comportamiento (2011)
- Él empezó primero (2013)